# Wohnhaus Deichstraße 8
Das Wohnhaus Deichstraße 8 an der Oste in der niedersächsischen Samtgemeinde Land Hadeln, Gemeinde Osten im Landkreis Cuxhaven, stammt aus der Mitte des 19. Jahrhunderts. Aktuell (2024) wird es als Wohnhaus genutzt.
Das Gebäude steht unter Denkmalschutz (siehe auch Liste der Baudenkmale in  Osten (Oste)).

## Geschichte und Beschreibung
Zwischen Am Markt, Fährstraße, Kirchstraße und Deichstraße stehen denkmalgeschützte Gebäudegruppen (Gasthaus (Am Markt Nr. 1), Wohnhäuser (Am Markt Nr. 2, Deichstraße 14 und 16), der Speicher (Fährstraße 8b) sowie die Kirche St. Petri von 1747 und die Gebäude der Häuserzeile Deichstraße 6 bis 10 und Am Markt 3 und 5. Das Gebiet hat sich erst ab dem 14. Jahrhundert entwickelt, als 1396 eine Vorgängerkirche entstand, nachdem eine Kirche auf dem Dubben durch eine Sturmflut zerstört worden war. Die die Deichstraße südlich begrenzenden Häuser stehen erhöht auf der Deichkrone. Ihre Parzellen reichen bis an das Ufer der Oste.
Das zweigeschossige traufständige verklinkerte Gebäude in Backstein, mit pfannengedecktem Satteldach und segmentbogigen Fenstern sowie Fassadengestaltungen durch Fensterstürze, Trauf- und Gurtgesimse, wurde um 1860 gebaut. An der südwestlichen Seite stehen neuere Anbauten. Eine 15-stufige Freitreppe führt zum Haus.
Das Landesdenkmalamt befand u. a.: „… Die Wohnhäuser Deichstraße 6 und 8 und das Speichergebäude Deichstraße 10 dokumentieren in dieser Standortlage drei unterschiedliche Bautypen in schlichter Gestaltung und prägen markant die Ufersilhouette …“